# جايسون بال (لاعب كرة قدم أسترالية)
جايسون بال (بالإنجليزية: Jason Ball)‏ هو لاعب كرة قدم أسترالية أسترالي، ولد في 16 يناير 1988.